# شوتا کولیاشویلی
شوتا کولیاشویلی (انگلیسی: Shota Kveliashvili; ۱ ژانویهٔ ۱۹۳۸ – ۲۵ آوریل ۲۰۰۴) ورزشکار اهل اتحاد جماهیر شوروی سوسیالیستی بود.
وی در مسابقات کشوری و بین‌المللی در مجموع برندهٔ ۱ مدال نقره شده‌است.